# Eskallonia
Eskallonia (Escallonia) er en slægt med mere end 50 arter fra Sydamerika og Australien. Det er buske eller træagtige planter, som er stedsegrønne eller vintergrønne og meget rigtblomstrende. Her nævnes blot de mest almindelige arter og en enkelt krydsning.
| Arter |

- Eskallonia-krydsning (Escallonia x langleyensis)
- Hvid eskallonia (Escallonia virgata)
- Rød eskallonia (Escallonia rubra)

## Note
1. ↑  Denne orden er oprettet i det fylogenetiske system i og med APG III systemet fra 2009